# Надьварад тер (станция метро)
Нодьварод тер (венг. Nagyvárad tér, Площадь Нодьварод) — станция Будапештского метрополитена на линии M3 (синей).
Открыта 31 декабря 1976 года в составе участка Деак Ференц тер — Нодьварод тер. 4 года до открытия в 1980 году участка Нодьварод тер — Кёбанья-Кишпешт была конечной станцией.
Станция расположена под площадью Нодьварод, в честь которой и названа. Нодьварод — венгерское название современного румынского города Орадеа.
Площадь Нодьварод расположена в месте, где проспект Иллёи (Üllői út), длиннейшую улицу Будапешта, ведущую из центра города в юго-восточном направлении (вдоль неё на этом участке идёт линия M3), пересекает улица Халлера (Haller utca), переходящая на площади в проспект Орци (Orczy út). Рядом со станцией расположено несколько больниц и медицинских учреждений, а также медицинский университет имени Земмельвайса.
«Надьварад тер» — станция мелкого заложения. На станции одна островная платформа.

## Галерея

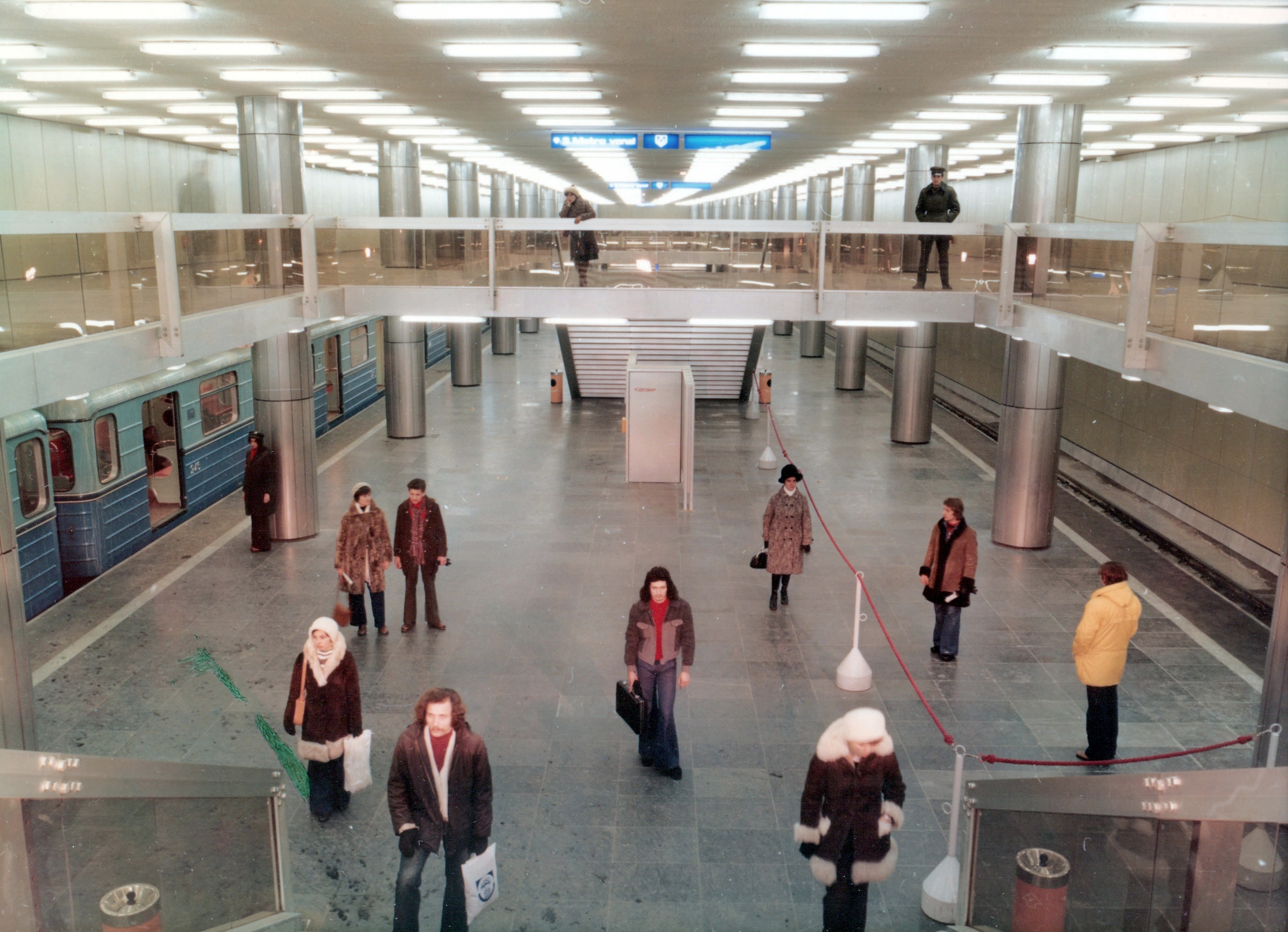
Станция в день открытия.